# Andreas Lundstedt
Björn Helge Andreas Lundstedt (ur. 20 maja 1972 w Uppsali) – szwedzki piosenkarz. Jeden z wokalistów kwartetu disco-popowego Alcazar, z którym wylansował przeboje: „Crying at the Discoteque” (2001) i „This Is the World We Live In” (2004).

## Życiorys

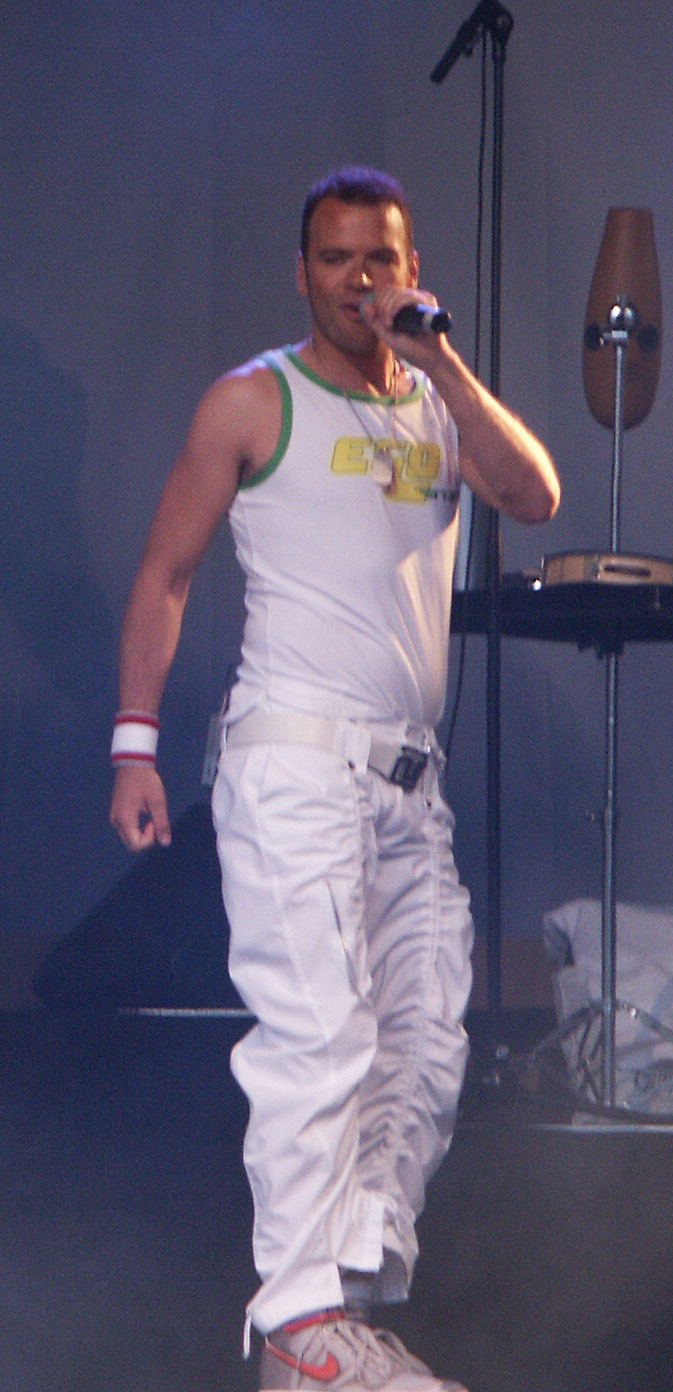
Lundstedt (2004)

Kiedy miał 15 lat, został członkiem młodzieżowego zespołu muzycznego Stage Four. W 1996 i 1997 wziął udział w programie Melodifestivalen, w którym startował z piosenkami „Tears in the Rain” i „Jag saknar dig, jag saknar dig”. W 1996 wydał debiutancki solowy album studyjny, zatytułowany po prostu Andreas Lundstedt.
W 1998 został jednym z założycieli kwartetu disco-popowego Alcazar, w którym był wokalistą i choreografem. Z zespołem trzykrotnie wziął udział w Melodifestivalen: w 2003 (z utworem „Not a Sinner Nor a Saint”), 2005 (z „Alcastar”) i 2009 (ze „Stay the Night”).
Zagrał w szwedzkich inscenizacjach musicali: Grease, Chicago i Saturday Night Fever (grał Tony’ego Manero w 2005–2006). W listopadzie 2005 został członkiem międzynarodowego zespołu Six4one, z którym w maju 2006, reprezentując Szwajcarię z utworem „If We All Give a Little”, zajął 16. miejsce w finale 51. Konkursu Piosenki Eurowizji w Atenach. W 2007 z piosenką „Move” wystartował w programie Melodifestivalen 2007, ale odpadł w pierwszej rundzie. W 2025 z utworem „Vicious” weźmie udział w programie Melodifestivalen 2025.

### Życie prywatne
Jest zdeklarowanym gejem. Był związany z piosenkarzem Magnusem Carlssonem.
W grudniu 2007 potwierdził, że jest zarażony wirusem HIV.

## Dyskografia

### Albumy studyjne
- Andreas Lundstedt (1996)

### Single
- 1996: "Driver Dagg Faller Regn"
- 1996: "Hey-Ya Hey-Ya"
- 1997: "Jag Saknar Dig, Jag Saknar Dig"
- 2006: "Lovegun" / "Nightfever"
- 2006: "Dollar Queen"
- 2007: "Move"